# Cochlearia gurulkanii
Cochlearia gurulkanii là một loài thực vật có hoa trong họ Cải. Loài này được Yild. mô tả khoa học đầu tiên năm 2005 publ. 2006.